# World Bank Group
World Bank Group är ett mellanstatligt samarbete inom Förenta Nationerna. Syftet med organisationen är att minska fattigdom och bygga förutsättningar för ekonomisk utveckling. 